# 札幌学院大学
札幌学院大学（さっぽろがくいんだいがく、英語: Sapporo Gakuin University）は、〒069-8555
北海道江別市文京台11番地に本部を置く日本の私立大学。1946年創立、1968年大学設置。大学の略称は札学・札学院・学院。

## 概要
1946年（昭和21年）に創立された札幌文科専門学院を前身とする。学校法人札幌学院大学の運営で、当初は札幌商科大学（さっぽろしょうかだいがく、英語: Sapporo College of Commerce）として設置され、1984年に札幌学院大学と改称された。現在は、経済経営学部・人文学部・法学部・心理学部の4学部7学科からなる文系の大学である。

## 沿革

### 札幌文科専門学院時代
- 1946 - 札幌文科専門学院、通称・文専が創立（経済専攻・法科専攻・文科専攻各3年制）。現在の札幌市中島公園内の旧農業館において開校。
- 1949 - 文専同窓会「文泉会」発足。

### 札幌短期大学時代
- 1950 - 学制改革により短期大学に昇格、札幌短期大学(商業科・英文科)として開学。
- 1951 - 札幌短期大学に商業科第二部を設置
- 1955 - 札幌短期大学、南8条西16丁目に校地を取得して移転。
- 1956 - 図書館開館、学生の閲覧開始。開学10周年記念式典挙行。
- 1957 - 経営研究所を開設
- 1961 - 創立15周年記念式典挙行。
- 1963 - 経営研究所を改組し、産業経済研究所を開設
- 1966 - 札幌商科大学校地として江別市西野幌（現・文京台）に103,062.50㎡の土地取得。
- 1967 - 学校法人札幌短期大学を学校法人明和学園に名称変更。

### 札幌商科大学時代
- 1968 - 札幌商科大学(商学部商学科)を江別市文京台11番地において開学。団体法研究所開設。
- 1971 - 札幌商大に電子計算機センター開設。
- 1972 - 若手教職員らの発案により、教職員、学生らにより学長のリコールを可能にする制度を導入。後に、教授の肩書を廃止するなどの制度改革も行われた[1]。
- 1974 - 全学教職員大会において全会一致で札幌短大の札幌商大校地への移転の必要性を確認。
- 1975 - 札幌短大の四者協議会において、札幌短大を発展的に解消、札幌商大商学部に経済学科、人文学部及び商学部第二部を設置することを確認。
- 1976 - 札幌商科大学に商学部経済学科が設置される。札幌商大に会計学研究所を設置。
- 1977 - 札幌商科大学に人文学部人間科学科、人文学部英語英米文学科、商学部第二部が設置され、札幌短期大学が学生募集を停止する。
- 1978 - 札幌商科大学開学10周年記念式典挙行。札幌短大と札幌商大の同窓会が融合した「札幌商科大学文泉会」発足。情報科学研究所を設置。
- 1979 - 札幌短期大学閉学(札幌商科大学に統合)。産業経済研究所を札幌商科大学に移転するも活動休止。
- 1980 - 団体法研究所を現代法研究所に改称。
- 1983 - 札幌商科大学に法学部法律学科が設置される。札幌学院大学への校名変更認可。

### 札幌学院大学時代
- 1984 - 札幌学院大学に大学名変更。法学部(法律学科)を設置。
- 1987 - 創立40周年・大学開学20周年記念式典挙行。「大学賛歌」「応援歌」発表。
- 1990 - 学校法人明和学園を学校法人札幌学院大学に名称変更。
- 1991 - 札幌学院大学の商学部経済学科が学生募集を停止（1996（平成8）年7月廃止認可）、札幌学院大学に社会情報学部社会情報学科、経済学部経済学科設置
- 1995 - 札幌学院大学大学院　法学研究科法学専攻修士課程設置
- 1997 - 創立50周年記念式典・祝賀会を開催。創立50周年記念モニュメント「KIPPATO」（製作者：流正之）除幕式。「写真集札幌学院大学50年」を刊行。ビデオ版「札幌学院大学50年－さらなる時代の扉を開け－」を制作。学園創立50周年記念連続公開講演会を開催。学生プラザに大学の木「キタコブシ」など記念植樹。
- 2000 - 札幌学院大学大学院　臨床心理学研究科臨床心理学専攻修士課程設置。札幌学院大学アクティブセンター開設（札幌市中央区北1条西8丁目ＳＴＶ北1条ビル別館）
- 2001 - 札幌学院大学、人文学部臨床心理学科設置。創立55周年記念「演奏会－ポルトガルギターとマンドリンの集い－」を開催。電子ビジネス研究センター開設。
- 2003 - 札幌学院大学大学院 地域社会マネジメント研究科地域社会マネジメント専攻修士課程設置。商学部第二部商学科学生募集停止（2006（平成18）年9月廃止認可）
- 2006 - 札幌学院大学、人文学部こども発達学科設置
- 2007 - 商学部第二部廃止。商学部第一部を商学部に名称変更。
- 2008 - 会計学研究所・情報科学研究所・現代法研究所・活動休止中だった産業経済研究所を発展的解消をして、後身組織として総合研究所を新たに設立。
- 2009 - 札幌学院大学、商学部を改組し、経営学部経営学科、会計ファイナンス学科を設置
- 2014 - 社会情報学部の学生募集を停止
- 2017 - 創立70周年記念式・心理学部開設記念講演会を開催。
- 2018 - 心理学部設置。人文学部に設置していた臨床心理学科を移管
- 2020 - ロゴマーク・タグラインを変更（2020年9月1日より使用開始）
- 2021 - 新札幌キャンパスを北海道札幌市厚別区厚別中央1条5丁目1-1（〒004-8666）に開設。経済学部、経営学部を改組し、経済経営学部（経済学科・経営学科）を設置
- 2022 - 心理学部、大学院臨床心理学研究科、心理臨床センターを江別キャンパスから新札幌キャンパスに移転

## 基礎データ

### 理念
- 自律(自律する力を育てる大学)
- 人権(人権を尊重する大学)
- 共生(地域と共生する大学)
- 協働(構成員で創りあげる大学)

### ロゴマークなど

#### 校章
1984年（昭和59年）の札幌学院大学への校名変更に基づき現在のものになった。上部は成長、下部は創造、中部は交流を意味していて、中部にシンボルマークが配置されており、全体的にアイヌ紋様に似せたものになっている。

#### シンボルマーク
2020年9月1日より使用を開始したシンボルマークは、「色も形も異なる多様な個性が集い、刺激を受けて成長する場であり、そうした多様な個性が協働して創りあげる大学」であることを表している。
旧シンボルマークは、Sapporo Gakuin University の頭文字であるSGUをモチーフに、この3つの頭文字をつなげたもので人類文化に発展貢献と可能性を表現しているものだった。

#### タグライン
2020年9月1日より使用を開始したタグラインは、「One life, Many answers」。このタグラインは、これから歩みだす未来には多くの可能性があり、答えは一つではなく無数にあるので、挑戦を繰り返して答えをみつけようとメッセージしたもの。同時に、学生にとって未来への可能性が大きく開けているわくわく感と、学生を決まった型にはめない、学生の能力を最大限引き出すことで一人一人にアンサーを見つけるサポートに徹する教職員の想いも表している。

#### キャンパスカラー（ブランドカラー）
キャンパスカラーは、グレーとイエロー（2020年9月1日より）。グレーは「知性、品性、変わらない価値観」を、イエローは「新しさ、温かみ、活気、時代に即した変化」をあらわしている。以前はSGUブルーをキャンパスカラーとして制定していた。

#### 校歌
現在の校歌は1969年の札幌商科大学時代に作成されたものを現在まで受け継いでいる。作詞は田村一郎。作曲は青木祐明で補作・編曲は広瀬量平。

#### マスコットキャラクター
エゾリスが札幌学院大学のマスコットキャラクターであり、第二キャンパスや隣接する野幌森林公園で実際のエゾリスを見ることができる。愛称は「ブラウニー」。

#### 木
学校の木は常緑針葉樹であるエゾマツ（マツ科）としていて、勇気を希望へすることを表現している。

#### 花
学校の花は広葉樹のキタコブシ（モクレン科）であり花言葉である友情、友愛と息吹・活力を表現している。

## 教育目標
1. 自律した人間の育成（自ら意欲をもって学び、自らの職業と人生を主体的に切り拓くことのできる自律した人間の育成）
2. 豊かな人間性の育成（幅広い教養に基づく豊かな人間性と個性とを備えた人間の育成）
3. 社会を担いうる人間に育成（自ら主体的に課題を探求し、広い視野に立って柔軟かつ総合的に判断する能力を備えた社会に貢献しうる人間の育成）
4. 専門職業人の育成（大学院においては、専門領域の高度な学識と技能を身につけることを通して、専門職業人として社会の先端で活躍できる人材の育成）

## 学部・学科
- 経済経営学部
  - 経済学科
  - 経営学科
- 人文学部
  - 人間科学科
  - 英語英米文学科
  - こども発達学科
- 心理学部
  - 臨床心理学科
- 法学部
  - 法律学科
- 経営学部（2021年度より募集停止）
  - 経営学科
  - 会計ファイナンス学科
- 経済学部（2021年度より募集停止）
  - 経済学科
- 社会情報学部（2014年度より募集停止）
  - 社会情報学科（2019年度で廃止）

## 大学院
- 法学研究科
  - 法学専攻（修士課程）
- 臨床心理学研究科
  - 臨床心理学専攻（修士課程）
- 地域社会マネジメント研究科
  - 地域社会マネジメント専攻（修士課程）

## 研究所・センター

### 研究所
- 国際交流センター
- コラボレーションセンター
- 心理臨床センター
- 電子計算機センター
- 総合研究所

### 社会連携センター（旧アクティブセンター）
- 社会連携センターは、2000年4月にアクティブセンターとして発足し、中央区のビルで生涯学習のための講座コミュニティ・カレッジを開設していたが[2]、2002年より札幌市中央区大通西6丁目の社会連携センタービルで行っていた。しかし、ビル老朽化に伴い売却[3]。2018年4月より札幌学院大学1号館に拠点を移し、更に2021年4月より新札幌キャンパスに拠点を移した。

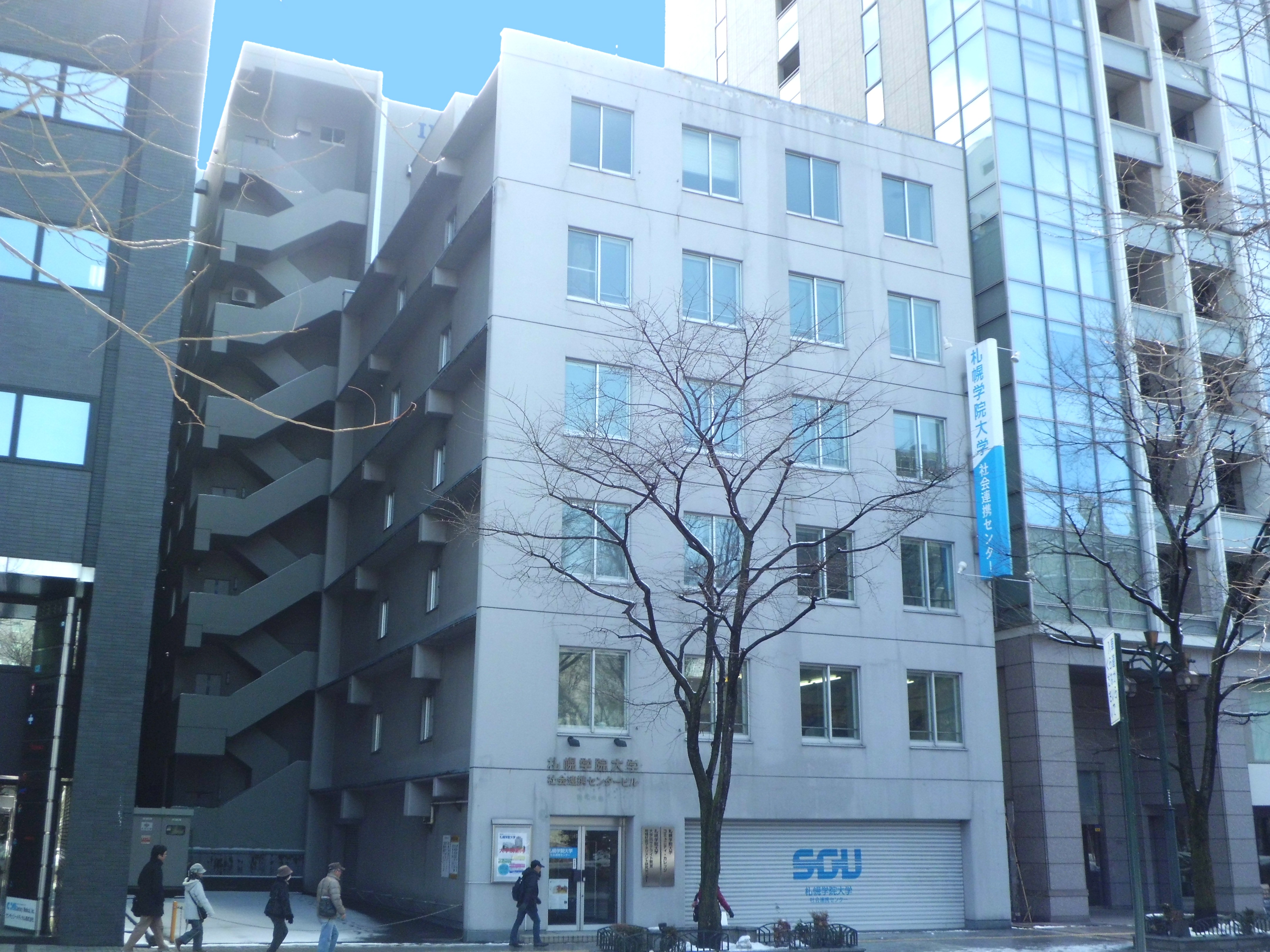
旧社会連携センタービル

- 2002年4月～2018年3月の附属施設:　社会連携センタービル
- 2002年4月～2018年3月の附属施設の住所: 札幌市中央区大通西6丁目 - 札幌市営地下鉄大通駅 1番出口より徒歩1分

## 学生生活

### 学園祭
毎年６月下旬に札幌学院大学において開催される。

### スポーツ
- 硬式野球部は札幌学生野球連盟に属する。
- 陸上競技部が強豪で、全日本大学駅伝・出雲選抜大学駅伝の常連校である。
- 弓道部は男子・女子共に北海道学生弓道連盟1部リーグに所属する強豪であり、男子は平成6年に全日本学生弓道王座決定戦において準優勝、女子も平成22年に全日本学生弓道女子王座決定戦にて準優勝の実績がある。
- ソフトテニス部は全道大学対抗リーグ戦において18度優勝するなど、強豪校として数々の輝かしい成績を残している。
- アメリカンフットボール部は北海道学生1部リーグに所属。2012年度秋季リーグ戦では全勝の末、19年ぶりの優勝を果たしている。
- カーリングは第7回全日本大学カーリング選手権大会において男女ともに日本一になっており、第25回日本ジュニアカーリング選手権大会(日本ジュニア選手権)において男子チームが日本一になり日本代表になっている。

## 大学関係者と出身者
- 札幌学院大学の人物一覧

## 大学の組織
- 札幌文科専門学院・札幌短期大学・札幌商科大学・札幌学院大学の同窓会組織として「文泉会（ぶんせんかい）」という組織がある。
- 1949年（昭和24年）8月に「札幌文科専門学院同窓会」として設立。その後1952年（昭和27年）6月に「札幌短期大学同窓会」として、1975年（昭和50年）3月に「札幌商科大学同窓会」としてそれぞれ設立した。のちに1978年（昭和53年）10月に札幌短期大学同窓会と札幌商科大学同窓会と融合し札幌商科大学文泉会（同窓会）となり、1984年（昭和59年）の大学名改称に伴って「札幌学院大学文泉会」と改称した。
- 「札幌学院大学文泉会」は道内に28支部、道外に7支部を置き、総会員数は2010年6月1日現在、43,572名を数える。

## 施設

### 江別キャンパス（第１キャンパス）
1号館
- 教室、法廷教室、演習室、研究室、院生研究室、院生共同研究室、学部生用自習室など

2号館
- 教室、演習室、音楽室、図書館書庫、教員用ラウンジ

3号館
- 調査実習室、理事長室、常務理事室、学長室、名誉教授室、非常勤講師室など
- 政策推進課、総務課、管財課、教育支援課、総合案内窓口

A館
- 小教室、研究室、院生研究室、社会調査資料室・実習室、考古学資料展示室、心理臨床センター、心理アセスメント室など
- 広報入試課

B館
- 教室、視聴覚室

C館
- コンピュータ教室、演習室、実験室、研究室、共同研究室、電子計算機センター、サポートセンター、コラボレーションセンター、学部生用自習室など

D館
- 教室、キャリア支援課、コンピュータ教室

E館
- 教室、学生相談室、学生支援課、保険センター、キャッシュコーナー（北洋銀行、ゆうちょ銀行）など

F館
- 生協売店、部室、自治会室、合宿所、会議室など

G館

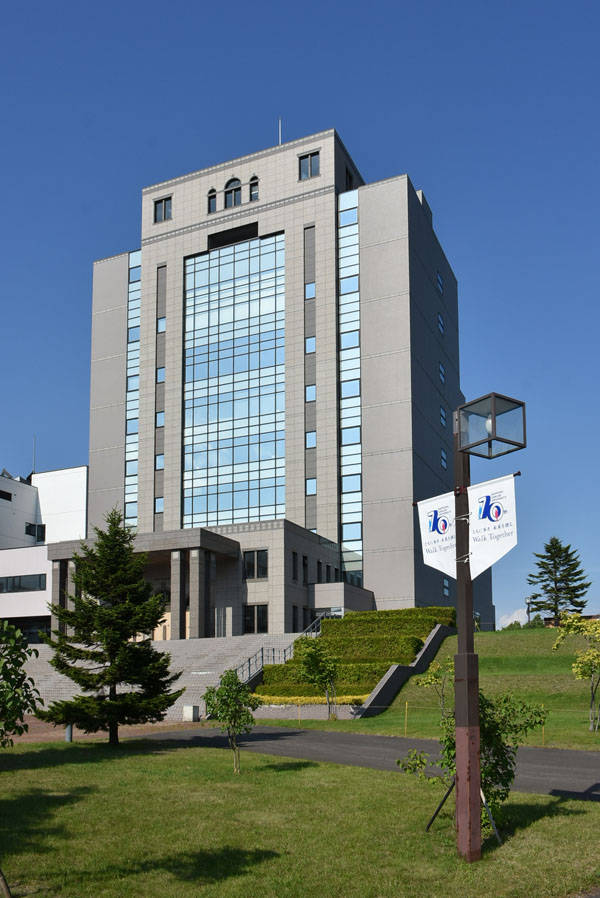
札幌学院大学Ｇ館

- SGUホール、食堂（カフェテリア）、レストラン文泉、ラウンジ、特別会議室

図書館研究棟
- 図書館、研究室、ラーニングコモンズ、グローバルラウンジ

建学記念館
- 学部、大学院の講義は主に1～2号館、A～E館の各教室において行われる。
- 各棟は通路、渡り廊下などによって一つにつながっている。

かつてあった施設（解体済）
- 第1体育館、講堂、厚生会館、学生会館、大学生協、学生食堂

- 使用学部: 人文学部・法学部
- 使用研究科: 法学研究科

#### 交通アクセス
- 函館本線「大麻駅」下車　徒歩約10分
- ジェイ・アール北海道バス空知線、夕鉄バス「北翔大学前・札学院大前」または「札学院正門前」下車

### 総合グラウンド（第２キャンパス）
住所
- 北海道江別市文京台63-1

総合体育館
- メインアリーナ、サブアリーナ、トレーニングルーム、シャワー室

体育センター
- 講義室、体育学研究室、講師室、洗面洗濯室、第一格闘技室、ミーティング室

第二学生館
- ミーティングスペース、第二格闘技室、シャワー室、部室

その他施設
- 弓道場、テニスコート、室内練習場、陸上競技場、多目的グラウンド、洋弓場
- この第二キャンパスには、体育施設のみしかない。なお、元札幌香蘭女子短期大学の校地で、当時の建物の一部も現存している。また、それぞれのキャンパスには北翔大学が近接して位置する。

### 新札幌キャンパス

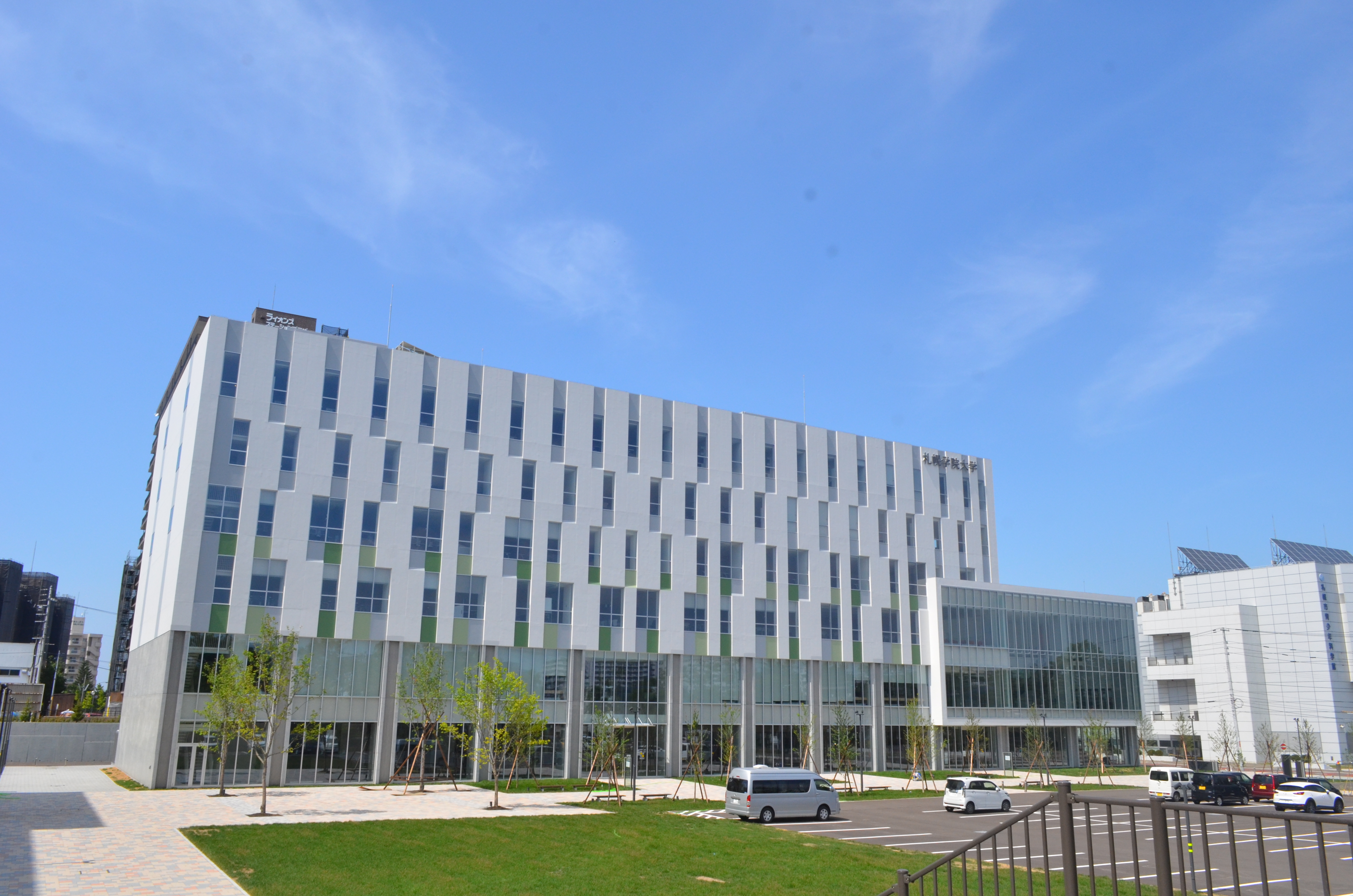
新札幌キャンパス

- コミュニティカレッジ教室、社会連携センター、カフェテリア「Resto U」、図書館、大講義室、演習室、アクティブラーニング室、教員研究室、心理学実習室など

- 使用学部: 経営経済学部・心理学部
- 使用研究科: 地域社会マネジメント研究科・臨床心理学研究科

#### 交通アクセス
札幌市営地下鉄
- 東西線「新さっぽろ駅」下車　徒歩1分

北海道旅客鉄道（JR北海道）
- 千歳線「新札幌駅」下車　徒歩約5分

## 対外関係

### 海外留学提携
- アメリカ合衆国
  - パシフィック・ルーセラン大学
  - カリフォルニア大学
- イギリス
  - エセックス大学
  - エクセター大学
- オーストラリア
  - モナッシュ大学
- 韓国
  - 東国大学
  - 東亜大学
  - 建国大学
  - 崇実大学
  - 韓南大学
- 中国
  - 南京師範大学
  - 集美大学
  - 北京農学院
- 台湾（中華民国）
  - 国立高雄大学
  - 僑光科技大学
- タイ
  - チェンマイ大学

### 海外研修提携
- アメリカ合衆国
  - カリフォルニア大学デーヴィス校
- イギリス
  - ウォーバーハンプトン大学
  - エクセター大学
- 韓国
  - 東亜大学
  - 東国大学